# Pablo Meza
Pablo Fabián Meza Marmolejo (Luque, 29 gennaio 1997) è un calciatore paraguaiano, difensore dello Sp. Luqueño.

## Caratteristiche tecniche
È un difensore centrale.

## Carriera

### Club
Ha giocato nella prima divisione paraguaiana.

### Nazionale
Con la nazionale Under-20 paraguaiana ha preso parte al Sudamericano Under-20 2017.